# Tropidonotacris amabilis
Tropidonotacris amabilis is een rechtvleugelig insect uit de familie sabelsprinkhanen (Tettigoniidae). De wetenschappelijke naam van deze soort is voor het eerst geldig gepubliceerd in 1957 door Ragge.